# Karolína Plíšková
Karolína Plíšková (n. 21 martie 1992, Louny⁠(d), Republica Cehă și Slovacă, Cehoslovacia) este o jucătoare cehă de tenis. Ea este fosta nr. 1 mondial la simplu, ajungând în fruntea clasamentului WTA la 17 iulie 2017 și deținând poziția timp de opt săptămâni. La dublu, cea mai înaltă poziție în clasament este locul 11 mondial, la 31 octombrie 2016.  Cunoscută pentru serviciul său puternic și forehand, Plíšková a câștigat 17 titluri la simplu și cinci titluri la dublu în turneul WTA, 10 titluri la simplu și șase titluri la dublu pe Circuitul ITF. A ajuns în două finale de Grand Slam de simplu la US Open 2016 și la Campionatele de la Wimbledon 2021. Ca junioare, Plíšková a câștigat proba de simplu pentru fete la Australian Open 2010. Ea a jucat și pentru Republica Cehă în competiția Fed Cup.

## Cariera profesională

### 2017: Semifinala de la Roland Garros și numărul 1 mondial
În 2017, Plíšková a început sezonul jucând la Brisbane, unde a învins-o în două seturi pe Iulia Putințeva și pe Asia Muhammad, venită din calificări, și apoi pe Roberta Vinci în trei seturi. Ea le-a învins apoi pe Elina Svitolina și Alizé Cornet (ambele în seturi consecutive) și a câștigat al 7-lea său titlu.
La Australian Open 2017, le-a învins ușor pe Sara Sorribes Tormo și Anna Blinkova și a trecut în trei seturi de Jeļena Ostapenko, deși era condusă cu 2–5 în setul al treilea. În runda a patra a învins-o pe Daria Gavrilova și a ajuns în al doilea sfert de finală consecutiv la un turneu de Grand Slam, unde a fost învinsă de Mirjana Lučić-Baroni, nefiind cap de serie, în trei seturi. Clasamentul ei a crescut până la cel mai înalt nivel al carierei, pe locul 3 în lume.
În februarie, Plíšková a jucat în prima rundă la Fed Cup împotriva Spaniei, la Ostrava. Ea le-a învins pe Lara Arruabarrena și Garbiñe Muguruza, ambele în două seturi. Următorul ei turneu a fost la Doha, unde a intrat direct în runda a doua. A jucat împotriva lui Caroline Garcia în runda a doua și a răzbunat înfrângerea de la sfârșitul anului 2016 cu o victorie în două seturi. Apoi a jucat două meciuri într-o singură zi din cauza ploii și le-a câștigat pe ambele. Sfertul de finală împotriva lui Zhang Shuai a durat în total aproximativ 7 ore. Cu toate acestea, ea a depășit-o pe Shuai în două seturi înainte de a trece de Dominika Cibulková (nr. 5) în trei seturi, meci în care a reușit 21 de ași, cel mai bun din carieră, pentru a o învinge pentru prima dată pe slovacă. În finală, ea a învins-o pe Caroline Wozniacki în două seturi și a câștigat al optulea său titlu WTA. Plíšková a pierdut în runda a doua în fața Kristinei Mladenovic la Dubai.
În runda a doua la BNP Paribas Open, a învins-o pe Monica Puig în trei seturi, într-un meci plin de erori. Deși prestația lui Plíšková nu a fost atât de încrezătoare, ea le-a învins pe Irina-Camelia Begu în două seturi, pe Timea Bacsinszky, care s-a retras la finalul celui de-al șaselea game, și pe Garbiñe Muguruza în două tie-break-uri. În semifinala cu Svetlana Kuznetsova, Plíšková a pierdut în tie-break-uri consecutive. Ea a ajuns în semifinalele Miami Open, înregistrând victorii în două seturi împotriva jucătoarei venite din calificări Madison Brengle, a Iuliei Putințeva, a compatrioatei Barbora Strýcová și a Mirjanei Lučić-Baroni, înainte de a pierde în fața lui Caroline Wozniacki în trei seturi.
Plíšková a început sezonul pe zgură la Stuttgart, unde a învins-o pe CoCo Vandeweghe în două seturi, dar a pierdut apoi în sferturile de finală în fața viitoarei campioane Laura Siegemund. Ea a pierdut apoi în prima rundă a turneului de acasă de la Praga în fața Camillei Giorgi. De asemenea, ea a ajuns în premieră în sferturile de finală la Roma. În primul tur a învins-o pe Lauren Davis, apoi pe Timea Bacsinszky, înainte de a pierde în fața viitoarei campioane, Elina Svitolina în două seturi, care a fost, de asemenea, prima înfrângere în fața Svitolinei din carieră. La Openul Franței 2017, ea le-a învins pe Zheng Saisai, Ekaterina Alexandrova și Carina Witthöft înainte de a câștiga un meci strâns în runda a patra împotriva Verónica Cepede Royg. Ea a învins-o apoi pe Caroline Garcia pentru a stabili o întâlnire în semifinale cu Simona Halep, pe care a pierdut-o în trei seturi. Înfrângerea a împiedicat-o să revendice locul 1 mondial la finalul turneului.

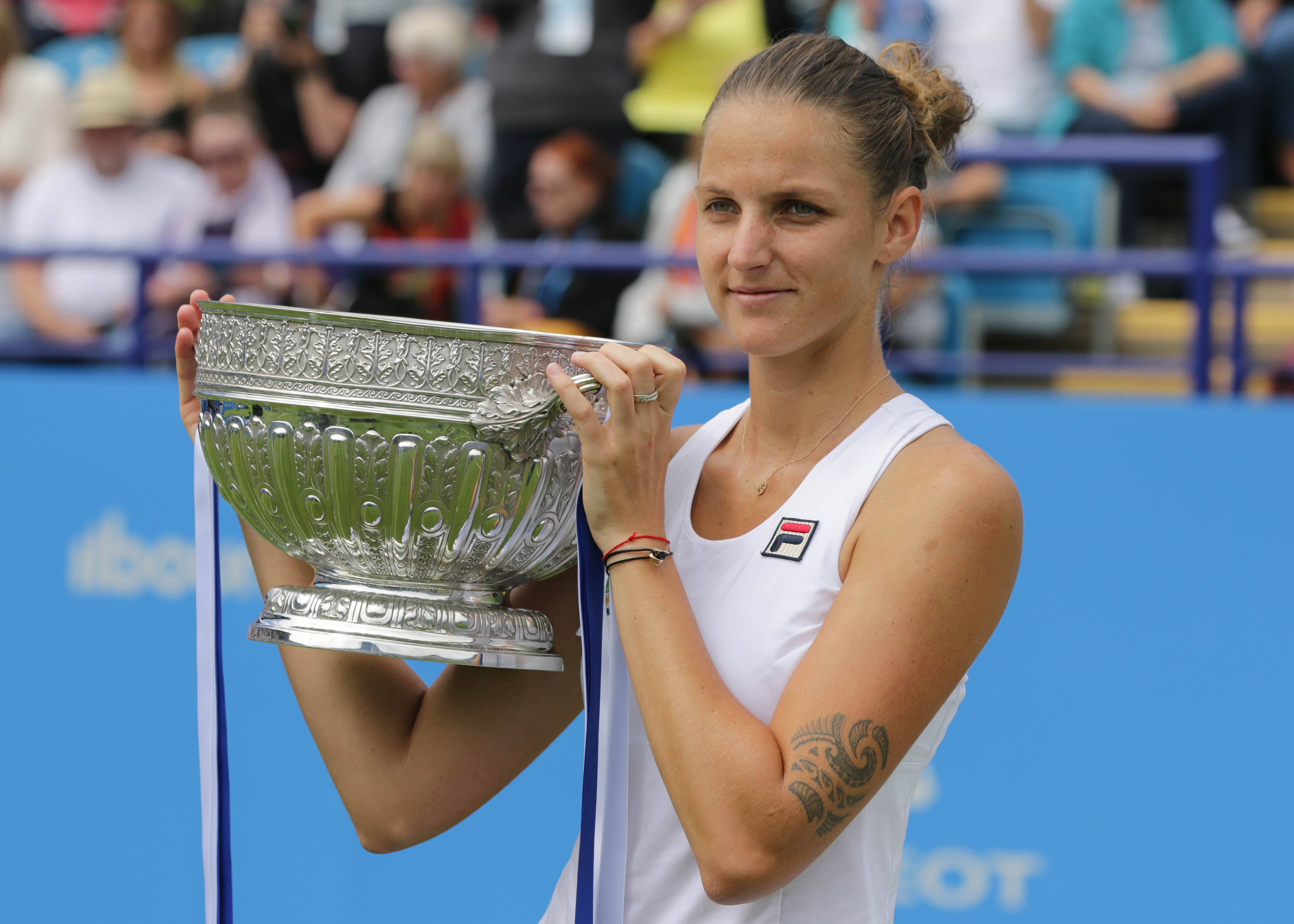
Plíšková după ce a câștigat turneul internațional de la Eastbourne din 2017

Pentru sezonul 2017 pe iarbă, Plíšková a participat la Eastbourne International ca a treia favorită la sfârșitul lunii iunie și a câștigat turneul după ce a învins-o în finală pe Caroline Wozniacki în două seturi. La Wimbledon, Plíšková a fost considerată din nou una dintre favoritele turneului de dinaintea victoriei de la Eastbourne, dar a suferit o eliminare neașteptată în runda a doua, după ce a pierdut în trei seturi în fața Magdalénei Rybáriková, numărul 87 mondial, ceea ce a făcut-o să fie jucătoarea cu cel mai bun clasament care a ieșit de pe tablou în acel moment. Cu toate acestea, pe 17 iulie, după ce Simona Halep a pierdut în sferturile de finală la Wimbledon, Plíšková a ajuns pentru prima dată în carieră pe locul 1 mondial WTA. Ea a devenit a șasea jucătoare care a ajuns pe locul 1 mondial fără să fi câștigat un turneu de Grand Slam și prima jucătoare reprezentând Republica Cehă care a reușit această performanță. Martina Navratilova, născută în Cehoslovacia, ajunsese de asemenea pe locul 1 mondial WTA, dar reprezenta deja Statele Unite când a ajuns pentru prima dată în fruntea clasamentului în 1978.
Plíšková a obținut rezultate solide în timpul turneului de vară din Statele Unite, ajungând în sferturile de finală și, respectiv, în semifinalele turneului Canadian Open și Western & Southern Open. Pliskova a participat la US Open, unde a fost cap de serie numărul unu pentru prima dată la un turneu major. Plíšková a învins-o cu ușurință pe Magda Linette în două seturi în prima rundă și a depășit-o pe americanca Nicole Gibbs după ce a cedat primul set. În runda a treia, ea a revenit furibund după ce a fost condusă cu un set și a avut de înfruntat o minge de meci în setul al doilea, pentru a o învinge pe Zhang Shuai, cap de serie numărul 27. Ea a învins-o pe Jennifer Brady cedând doar un singur game și s-a calificat în sferturile de finală. Plíšková a pierdut în fața lui CoCo Vandeweghe în două seturi în sferturile de finală ale US Open.
La Pan Pacific Open, a învins-o pe Magda Linette înainte de a pierde în fața lui Angelique Kerber. La Wuhan Open, Plíšková a ajuns până în sferturile de finală înainte de a pierde în fața lui Ashleigh Barty în trei seturi. La China Open, ea le-a învins pe Carla Suárez Navarro și Andrea Petkovic pentru a ajunge în runda a treia, unde a pierdut în fața Soranei Cîrstea. La WTA Finals, Plíšková a învins-o pe Venus Williams în două seturi, iar apoi s-a confruntat cu Garbiñe Muguruza, pe care a învins-o tot în două seturi. Aceste victorii i-au asigurat pentru prima dată calificarea în semifinalele WTA Finals. Ea a pierdut apoi în fața lui Wozniacki în două seturi.

## Statistici carieră

### Participare la turnee de Grand Slam
| C | F | SF | QF | #R | RR | Q# | P# | DNQ | A | Z# | PO | Au | Ag | Br | NMS | P | NH |

| Tournament       | 2010 | 2011 | 2012 | 2013 | 2014 | 2015 | 2016 | 2017 | 2018 | 2019 | 2020 | 2021 | 2022 | 2023 | 2024 | SR     | C–P   | Victorii % |
| ---------------- | ---- | ---- | ---- | ---- | ---- | ---- | ---- | ---- | ---- | ---- | ---- | ---- | ---- | ---- | ---- | ------ | ----- | ---------- |
| Australian Open  | A    | Q1   | Q1   | 1R   | 2R   | 3R   | 3R   | QF   | QF   | SF   | 3R   | 3R   | A    | QF   | 1R   | 0 / 11 | 26–11 | 70%        |
| French Open      | A    | Q2   | 1R   | 1R   | 2R   | 2R   | 1R   | SF   | 3R   | 3R   | 2R   | 2R   | 2R   | 1R   |      | 0 / 12 | 14–12 | 54%        |
| Wimbledon        | Q1   | A    | 1R   | 2R   | 2R   | 2R   | 2R   | 2R   | 4R   | 4R   | NH   | F    | 2R   | 1R   |      | 0 / 11 | 18–11 | 62%        |
| US Open          | Q1   | Q1   | Q2   | 1R   | 3R   | 1R   | F    | QF   | QF   | 4R   | 2R   | QF   | QF   | 2R   |      | 0 / 11 | 29–11 | 73%        |
| Câștigat–pierdut | 0–0  | 0–0  | 0–2  | 1–4  | 5–4  | 4–4  | 9–4  | 14–4 | 13–4 | 13–4 | 4–3  | 13–4 | 2–2  | 6–3  | 0–1  | 0 / 45 | 87–45 | 66%        |

### Finale de Grand Slam

#### Simplu: 2 (2 finalistă)
| Rezultat | An   | Turneu    | Suprafață | Adversar         | Scor               |
| -------- | ---- | --------- | --------- | ---------------- | ------------------ |
| Pierdut  | 2016 | US Open   | dură      | Angelique Kerber | 3–6, 6–4, 4–6      |
| Pierdut  | 2021 | Wimbledon | iarbă     | Ashleigh Barty   | 3–6, 7–6(7–4), 3–6 |

## Legături externe
Materiale media legate de Karolína Plíšková la Wikimedia Commons
- Site web oficial en  cs
- Karolína Plíšková la Women's Tennis Association
- Karolína Plíšková la International Tennis Federation
- Karolína Plíšková pe site-ul Fed Cup
- en Karolína Plíšková la Olympedia.org